# Орден Карађорђеве звезде (република)
Орден Карађорђеве звезде је одликовање Републике Србије установљено 26. октобра 2009. године „Законом о одликовањима Републике Србије“.
Република Србија је поново успоставила орден 2010. године када је Народна скупштина усвојила Закон о изменама и допунама Закона о одликовањима Републике Србије. Орден Карађорђеве звезде се у Закону наводи у Члану 8 (став 3) и према том Закону Орден Карађорђеве звезде има три степена и додељује се за нарочите заслуге и успехе у представљању државе и њених грађана. Откако је поново уведен орден 2010. године, прва особа која га је добила Указом Председника Републике Србије о одликовањима поводом Дана државности Републике 2012. године, је српски тенисер Новак Ђоковић.
Орден Карађорђеве звезде Републике Србије израђен је по идејном решењу академског вајара Мирољуба Стаменковића, редовног професора Факултета за примењену уметност на предмету Примењено вајарство. Првобитни назив ордена био је Орден заслуга за државу да би након измена и допуна новог закона понео ово име. Након промене имена ордена хералдичар Драгомир Ацовић је предлагао да се орден назове Карађорђев Крст, да би се направила јасна разлика између предратног ордена који је додељивала монархија и република данас.

## Законски основ
Орден се додељује указом Председника Републике Србије, обично поводом Дана државности Републике Србије. Додељује се за Нарочите заслуге за Републику Србију и њене грађане у областима представљања државе и њених грађана. Може бити додељен физичким лицима и институцијама.
Орден Карађорђеве звезде има три степена.

## Списак одликованих
Од увођења ордена 2010. године, одликовани су:
| Име и презиме                        | Степен | Година | Опис заслуге | Напомена                                         |
| ------------------------------------ | ------ | ------ | --- | ------------------------------------------------ |
| Новак Ђоковић                        | Први   | 2012.  | За нарочите заслуге и успехе у представљању Републике Србије                                                        | Тенисер                                          |
| Олимпијски комитет Србије            | Први   | 2017.  | За нарочите заслуге у представљању Србије и њених грађана и постигнуте резултате у области спорта                   | НОК                                              |
| Параолимпијски комитет Србије        | Први   | 2017.  | За нарочите заслуге у представљању Србије и њених грађана и постигнуте резултате у области спорта                   | НПК                                              |
| Галерија наивне уметности у Ковачици | Први   | 2017.  | За нарочите заслуге у представљању Србије и њених грађана и постигнуте резултате у културној делатности             | Изложбени простор, музеј, збирка уметничких дела |
| Немања Радуловић                     | Други  | 2017.  | За нарочите заслуге у представљању Србије и њених грађана у музичкој уметности                                      | Виолиниста                                       |
| Ивана Шпановић                       | Трећи  | 2017.  | За нарочите заслуге у представљању Србије и њених грађана и постигнуте резултате у области спорта                   | Атлетичарка (скок удаљ)                          |
| Јелена Јанковић                      | Трећи  | 2017.  | За нарочите заслуге у представљању Србије и њених грађана и постигнуте резултате у области спорта                   | Тенисерка                                        |
| Ана Ивановић                         | Трећи  | 2017.  | За нарочите заслуге у представљању Србије и њених грађана и постигнуте резултате у области спорта                   | Тенисерка                                        |
| Марина Маљковић                      | Трећи  | 2017.  | За нарочите заслуге у представљању Србије и њених грађана и постигнуте резултате у области спорта                   | Кошаркашки тренер                                |
| Љубиша Диковић                       | Први   | 2018.  | За заслуге у изградњи система одбране Републике Србије                                                              | Генерал                                          |
| Петер Хандке                         | Први   | 2020.  | | Писац                                            |
| Даница Грујичић                      | Други  | 2020.  | | Лекар                                            |
| Предраг Гага Антонијевић             | Први   | 2021.  | | Редитељ                                          |
| Горан Бреговић                       | Први   | 2021.  | | Музичар                                          |
| Стефан Миленковић                    | Први   | 2021.  | | Музичар                                          |
| Милан Циле Маринковић                | Први   | 2021.  | | Сликар                                           |
| Момчило Бајагић Бајага               | Први   | 2021.  | | Музичар                                          |
| Борисав Бора Ђорђевић                | Први   | 2021.  | | Музичар                                          |
| Миња Субота                          | Други  | 2021.  | | Композитор                                       |
| Ер Србија                            | Други  | 2021.  | | Авио компанија                                   |
| Српски национални савјет Црне Горе   | Други  | 2021.  | |                                                  |
| Наташа Дракулић                      | Трећи  | 2021.  | За сценарио филма Дара из Јасеновца                                                                                 | Сценариста                                       |
| Мики Манојловић                      | Први   | 2021.  | |                                                  |
| Братислав Петковић                   | Први   | 2021.  | | - постхумно                                      |
| Синиша Михајловић                    | Први   | 2022.  | | - постхумно                                      |
| Зоран Калабић                        | Трећи  | 2023.  | За нарочите заслуге у јачању односа Републике Србије и Републике Аустрије у области јавних и привердних делатности. |                                                  |

### Изглед и траке одликовања
| Орден првог реда  | Орден другог реда | Орден трећег реда |
| ----------------- | ----------------- | ----------------- |
| Изглед одликовања |                   |                   |
|                   |                   |                   |
| Траке одликовања  |                   |                   |
|                   |                   |                   |